# 1977년 불공정 계약조항에 관한 법률
1977년 불공정 계약조항에 관한 법률은 계약 조건의 운용과 적법성에 대한 영국의 성문법이다. 이 법은 거의 모든 형태의 계약에 적용되며 중요 기능으로는 면책을 제한하는 것이다. 이 법은 계약상 의무를 구성하는 실제 계약 조건과 고지 사항 조건에 적용된다.
이 법은 제외될 것으로 간주되는 의무의 성격과 당사자가 소비자에게 작용하는 사업부채를 배제하거나 제한할지 여부에 따라 법적 책임를 제외하거나 제한하지 않는 조건을 실효시키거나 합리적 않은 것으로 간주한다.
통상적으로 이 법은 소비자계약규정 1999(법률기구 1999 제2083호)의 불공정약관, 1979년 상품판매법, 1982년 상품 및 서비스 공급법과 함께 적용된다.
법률위원회와 스코틀랜드 법률위원회는 1999년 소비자 계약 규정의 불공정 약관 및 1977년 불공정 약관법을 보다 통일적이고 일관성 있는 정권으로 대체할 것을 권고했다.